# Joseph Lanjouw
 Joseph Lanjouw (1902 - 1984 ) fue un botánico, explorador y profesor neerlandés.

## Carrera
En 1922 ingresa a la Universidad de Utrecht para estudiar Biología, doctorándose en 1929. Y en 1931 se matricula con la tesis Euphorbiaceae de Surinam; comenzando a desempeñarse como curador del "Museo Botánico y Herbario de esa Universidad.
En 1948 fue jefe expedicionario botánico a Surinam, y ese mismo año, es profesor titular, sucediendo al profesor Pulle.

## Algunas publicaciones

### Libros
- Lanjouw, J. 1931.  The Euphorbiaceae of Surinam. Ed. J.H. de Bussy, Ámsterdam. 195 pp.
- ----. 1949.  Fundamentele vragen van de bijzondere plantkunde en de plantengeografie. Ed. Drukkerij V. h. Kemink, Utrecht. 27 pp.
- ----. 1959.  Index herbariorum, a guide to the location and contents of the world's public herbaria.
- ----, et al. 1961.  International Code of Botanical Nomenclature. 372 pp. En 1978, 457 pp.
- ----. 1964.  Index herbariorum, a guide to the location and contents of the world's public herbaria. Ed. International Bureau for Plant Taxonomy and Nomenclature of the International Association for Plant Taxonomy, Utrecht. 251 pp.
- ----; PA Florschütz, AA Pulle. 1968.  Compendium van de pteridophyta en spermatophyta. Voortzetting van Pulle's Compendium. Ed. A. Oosthoek, Utrecht. 344 pp.

## Honores
En 1958 es electo miembro de la "Real Academia Neerlandesa de las Artes y las Ciencias".

### Eponimia
- (Araceae) Anthurium lanjouwii A.M.E.Jonker & Jonker[1]

- (Euphorbiaceae) Croton lanjouwianus Jabl.[2]

- (Piperaceae) Peperomia lanjouwii Yunck.[3]
- La abreviatura «Lanj.» se emplea para indicar a Joseph Lanjouw como autoridad en la descripción y clasificación científica de los vegetales.[4]